# Бан, Тинацу
Тинацу Бан (坂 知夏 Бан Тинацу, роди. в 1973 году) — японская художница.
Бан известна рисованием фигур слонов и людей на рисовой бумаге. На выставке Little Boy: The Arts of Japan’s Exploding Subculture (посвящённой современной японской культуре) была представлена её скульптура «V W X Yellow Elephant Underwear/H I J Kiddy Elephant».

## Биография
Бан родилась в префектуре Айти. Получила образование в Tama Art University (рисование маслом) в 1995 году.